# Сікеніца
Сікеніца (словац. Sikenica) — село, громада округу Левіце, Нітранський край. Кадастрова площа громади — 25.55 км². Населення 657 осіб (станом на 31 грудня 2018 року).

## Історія
Сікеніца згадується 1295 року.

## Населення
| Рік:            | 1994. | 2004.   | 2014.   | 2024.   |
| --------------- | ----- | ------- | ------- | ------- |
| Кількість осіб: | 653   | 643     | 641     | 602     |
| Різниця:        |       | -1,53 % | -0,31 % | -6,08 % |

| Рік:            | 2023. | 2024.   |
| --------------- | ----- | ------- |
| Кількість осіб: | 624   | 602     |
| Різниця:        |       | -3,52 % |